# L'argent de poche
L'argent de Poche (bra/prt: Na Idade da Inocência) é um filme francês de 1976 do gênero "Drama" realizado por François Truffaut.

## Resumo
Uma panorâmica das vivências de um grupo de crianças de idades variadas na pequena cidade francesa de Thiers, mostrando as relações com os adultos e entre si, desde o berço até à escola primária. Em várias sequências que abordam desde acidentes domésticos, traquinagens, impulsos sexuais, primeiro amor e a violência infantil, procura demonstrar com serenidade como as crianças são extremamente engenhosas e com isso conseguem suportar muita coisa.
Ao contrário das opiniões em moda, constitui uma defesa de como a instrução é importante. Uma obra-prima da direcção e observação de crianças, mas com uma insistência arrogante.

## Elenco
- Philippe Goldmann...Julien, garoto que sofre de violência no lar
- Bruno Staab...Bruno, garoto mais velho e que se dá bem com as garotas
- Geory Desmouceaux...Patrick, garoto órfão de mãe, sempre prestativo e que ajuda todos inclusive seu pai em cadeira de rodas, vive uma paixonite por uma mulher mais velha e depois conhece o primeiro amor
- Laurent Devlaeminck...Laurent
- Nicole Félix...mãe do pequeno Grégory, que quase perde o filho num descuido
- Chantal Mercier...Chantal Petit, professora rigorosa e insensível com o problema de Julien
- Jean-François Stévenin...Jean-François Richet, o professor com a mulher grávida e de mudança para um outro apartamento, faz um discurso em defesa das crianças no fim do filme
- Virginie Thévenet...Lydie Richet, esposa do professor Richet
- Tania Torrens...Nadine Riffle, cabeleireira
- René Barnerias...Senhor Desmouceaux, o pai inválido de Patrick
- Sylvie Gresel...Sylvie, garota de forte personalidade e que arma um constrangimento para o seu pai inspetor de polícia, quando é deixada em casa sozinha como castigo.
- Katy Carayon...Mãe de Sylvie
- Jean-Marie Carayon...pai de Sylvie, inspetor de polícia
- Annie Chevaldonne...Enfermeira
- Francis Devlaeminck...Senhor Riffle, pai de Laurent
- Michel Dissart...Senhor Lomay, agente de polícia
- Michele Heyraud...Senhora Deluca
- Paul Heyraud...Senhor Deluca
- Jeanne Lobre...Avó de Julien
- Vincent Touly...bedel
- Pascale Bruchon...Martine, o primeiro amor de Patrick
- Éva Truffaut... uma das garotas que vão ao cinema com Patrick
- François Truffaut...pai de Martine (não creditado)